# Elezioni parlamentari in Armenia del 2021
Le elezioni parlamentari in Armenia del 2021 si sono tenute il 20 giugno.
Si tratta delle prime elezioni parlamentari dopo la Seconda guerra del Nagorno-Karabakh.
Osservatori internazionali quali l'OSCE e la Comunità degli Stati Indipendenti hanno riconosciuto la regolarità del voto, mentre l'opposizione guidata da Ṙobert K'očaryan ha affermato che ci sono stati dei brogli.

## Sondaggi
Intenzioni di voto.
| Liste                                                                                  | %   |
| -------------------------------------------------------------------------------------- | --- |
| Contratto Civile di Nikol Pashinyan                                                    | 24  |
| Blocco "Armenia" di Ṙobert K'očaryan                                                   | 14  |
| Armenia Prospera                                                                       | 5   |
| Armenia Luminosa                                                                       | 4   |
| Unione Nazional-Democratica - Democratici Liberi                                       | 3   |
| Partito Repubblicano d'Armenia                                                         | 2   |
| Partito della Repubblica                                                               | 2   |
| Federazione Rivoluzionaria Armena (senza il Blocco Armenia)                            | 1   |
| Governo della Legge                                                                    | 1   |
| Partito Comunista Armeno                                                               | 0,6 |
| Partito Socialdemocratico «Decisione del Cittadino» - No alla guerra con l'Azerbaigian | 0,6 |
| Partito Cristiano Democratico della Rinascita                                          | 0,5 |

## Risultati
| Liste                                             | Voti      | %     | Seggi |
| ------------------------------------------------- | --------- | ----- | ----- |
| Contratto Civile                                  | 688 761   | 53,95 | 71    |
| Alleanza Armenia                                  | 269 481   | 21,11 | 29    |
| Alleanza dell'onore                               | 66 650    | 5,22  | 7     |
| Armenia Prospera                                  | 50 444    | 3,95  | –     |
| Partito Repubblicano d'Armenia                    | 38 758    | 3,04  | –     |
| Congresso Nazionale Armeno                        | 19 691    | 1,54  | –     |
| Alleanza dei Democratici Shirinyan-Babajanyan     | 19 212    | 1,50  | –     |
| Polo Democratico Nazionale                        | 18 976    | 1,49  | –     |
| Armenia Luminosa                                  | 15 591    | 1,22  | –     |
| Partito del Movimento Conservatore Nazionale 5165 | 15 549    | 1,22  | –     |
| Partito Liberale                                  | 14 936    | 1,17  | –     |
| L'Armenia è la Nostra Casa                        | 12 149    | 0,95  | –     |
| Altri <0,50%                                      | 33 365    | 2,61  | –     |
| Totale                                            | 1 276 693 | 100   | 107   |